# شهرستان اورای (کلرادو)
شهرستان اورای، کلرادو (به انگلیسی: Ouray County, Colorado) یک سکونتگاه مسکونی در ایالات متحده آمریکا است که در کلرادو واقع شده‌است.

## خصوصیات
شهرستان اورای ۱٬۴۰۳٫۷۸ کیلومترمربع مساحت دارد.

## نگارخانه

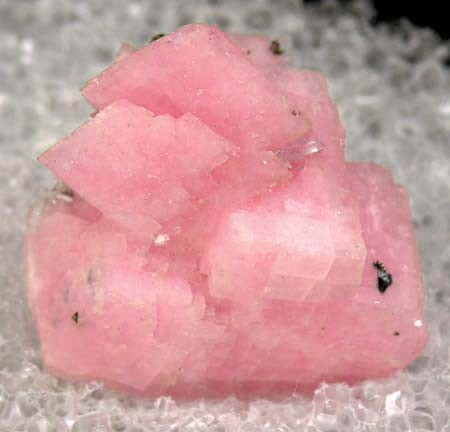
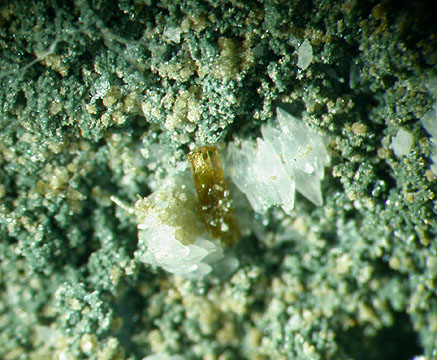
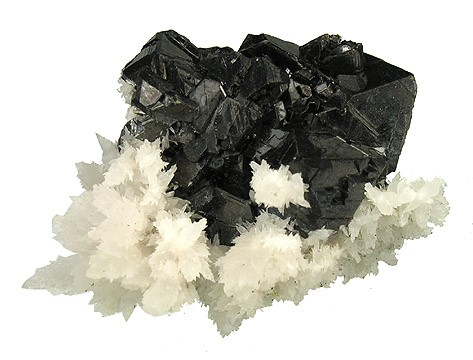
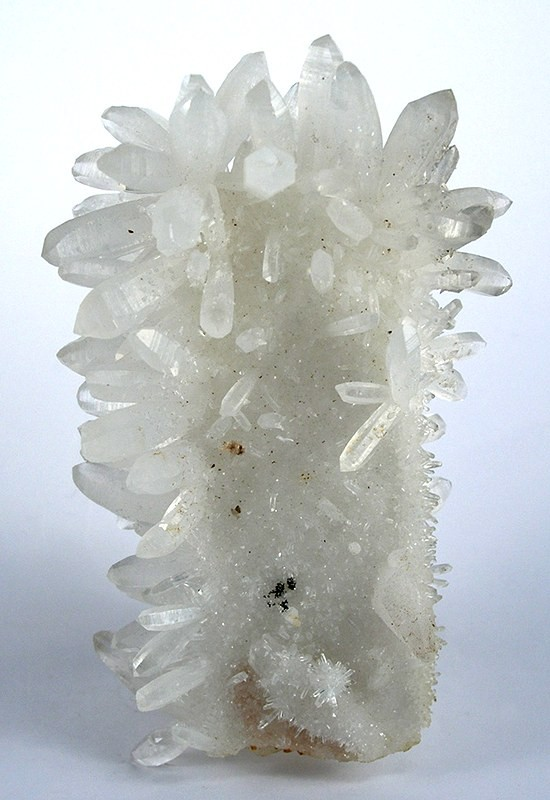
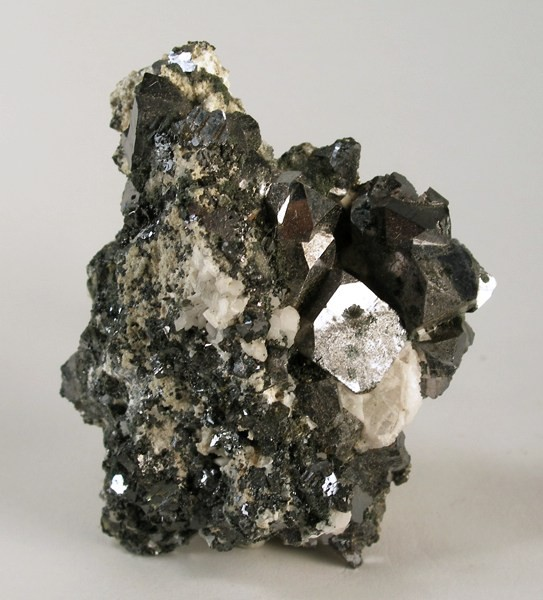
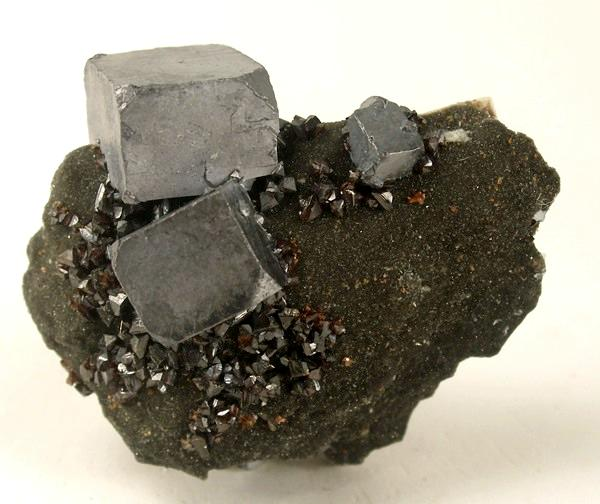
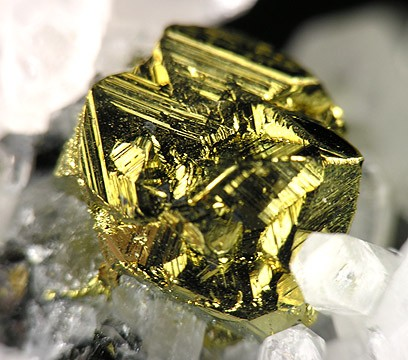
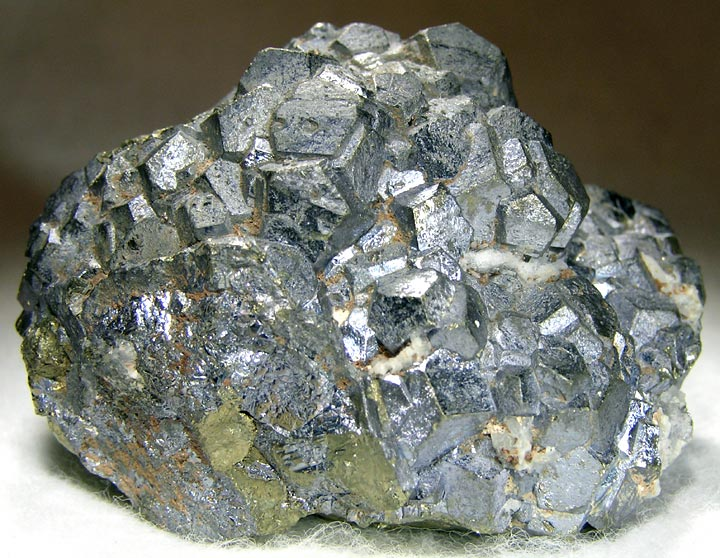
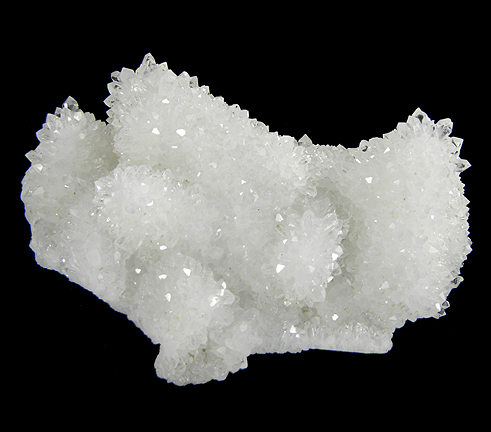
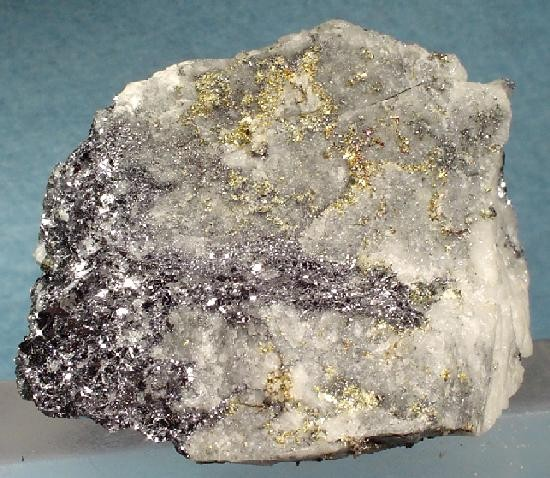